# 崔廷獻

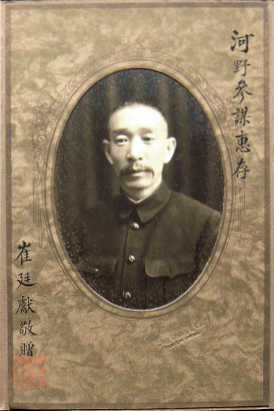
1928年崔廷獻赠给河野悦次郎的照片

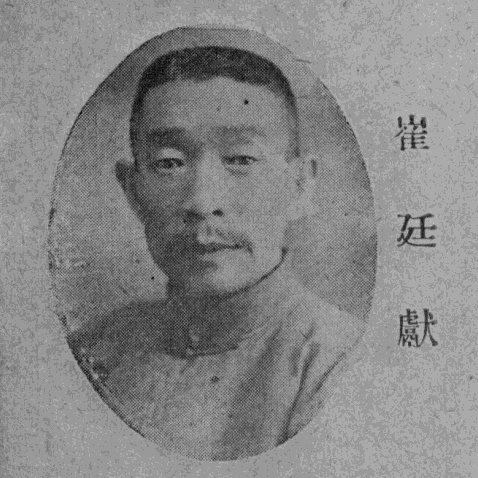
《民国名人图鉴》中的崔廷獻照片

崔廷獻（1875年—1942年），字文徵，男，山西省寿阳县人，中华民国政治人物。

## 生平
1889年，崔廷獻中秀才。此后，他到徐沟县任私塾教师，其间经常去太原令德堂学习。废除科举后，他入学台任职。此后，他到山西大学堂任舍监。1904年至1907年，他随当时山西派赴日本的留学生到日本，任留学生生活事务管理员。崔廷獻在工余时入日本法政大学学习。
归国后，他历任山西法政学堂斋务长，山西谘议局总参议，山西教育总会副会长，同蒲铁路协理。1909年，他任奉天葫芦岛开埠局局长。1911年任山西省内务司司长兼财政司司长，并代行民政长事宜。1918年，他被推举为山西省议会议长。1917年至1918年，阎锡山提出“民用政治”，建立六政考核处，崔廷獻任处长。1922年，任山西省民政厅厅长。1926年，他出任河东盐运使。
1928年9月，崔廷獻任天津特别市市长，并兼任中国国民党天津市党部委员。1930年10月晋系失败后，崔廷獻被免去天津特别市市长职务。此后他不再任实职。1932年，他挂名晋绥绥靖公署首席参事，绥远省设计委员会副委员长。
抗日战争爆发后，他经武汉、广州赴香港九龙避难。在香港期间，日本山西当局曾请他回山西担任省长，被他拒绝，最后同在香港避难的王骧接受邀请出任山西省省长。
1942年，崔廷獻在香港病逝。